# Taylor Dent
Taylor Phillip Dent (født 24. april 1981 i Newport Beach, Californien, USA) er en amerikansk tennisspiller, der blev professionel i 1998. Han har igennem sin karriere vundet 4 singletitler, og hans højeste placering på ATP's verdensrangliste er en 21. plads, som han opnåede i august 2005.

## Grand Slam
Dents bedste Grand Slam-resultater i singlerækkerne er to deltagelser i 4. runde, der kom ved henholdsvis US Open i 2003 og ved Wimbledon i 2005.

## Eksterne links
- Taylor Dents hjemmeside
- Taylor Dents profil på Sports-Reference OL-resultater (arkiveret) (engelsk)
- Taylor Dents profil på Olympedia (engelsk)
- Taylor Dents profil hos ATP World Tour (engelsk)
- Taylor Dents profil hos ITF Tennis (engelsk)
- Taylor Dents profil hos Davis Cup (engelsk)
- Taylor Dents profil hos ITF Tennis (engelsk)